# Infinity (marca)

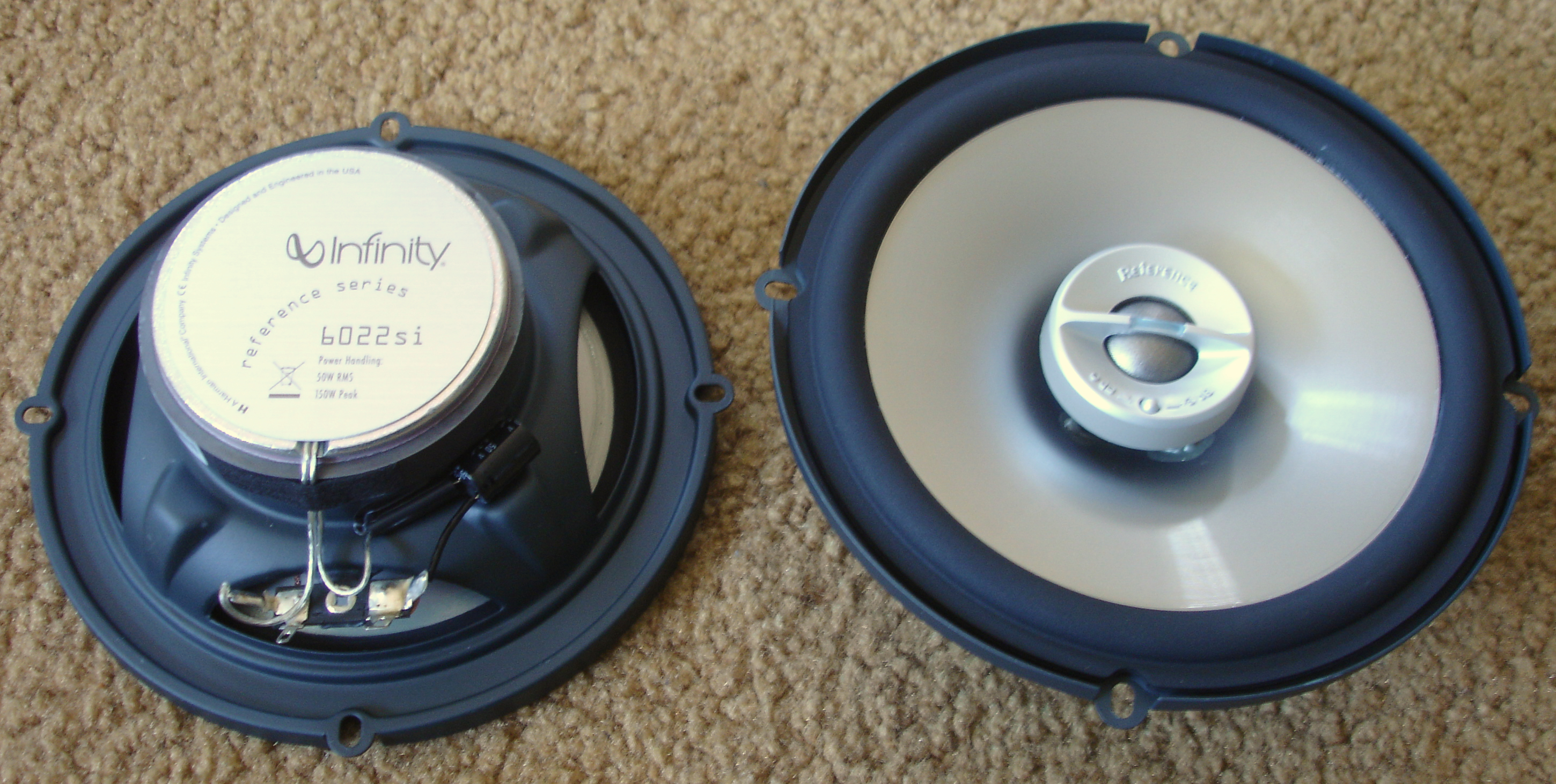

Infinity Systems é uma fabricante americana de alto-falantes fundada em Los Angeles em 1968. Desde 1983, a Infinity faz parte da Harman International Industries , que é uma subsidiária da Samsung Electronics , e está sediada em Stamford, Connecticut . O Infinity produz pacotes para uma variedade de aplicativos de áudio, incluindo pacotes de home theater com som surround multicanal, alto-falantes domésticos na parede e aplicativos marítimos. Outros produtos incluem subwoofers amplificados e amplificadores de áudio automotivos.
Os produtos Infinity são instalados como opção nos veículos JAC, Hyundai e Kia , em alguns veículos Mitsubishi dos anos 90 a 2006 e em muitos veículos Chrysler.

## História
Fundada em 1968 por Arnie Nudell, John Ulrick e Cary Christie, a Infinity produziu produtos de áudio domésticos e móveis, empregando materiais inovadores, como ímãs de neodímio , diafragmas mylar e cones de polipropileno . O primeiro produto da empresa foi o sistema de alto-falantes Servo-Static, que, como o nome indica, consistia em painéis principais eletrostáticos e um revolucionário woofer controlado por servomotor baseado nos sistemas de orientação de bombas que a Nudell estava desenvolvendo na época para o empreiteiro de defesa Litton.
No final dos anos 70, a Infinity introduziu os drivers EMIT (tweeter de indução eletromagnética) e EMIM (midrange de indução eletromagnética). Estas eram fitas quase chatas que trabalhavam para mover o ar com base no princípio da indução eletromagnética. O sistema usava ímãs de samário-cobalto , permitindo uma área de massa por unidade muito baixa. Variantes foram feitas, como o EMIT-R (emissão radial), o S-EMIT (super-emissão) e o L-EMIM (grande emim). O IRS (Infinity Reference System - Sistema de Referência Infinity) era um sistema de ponta ultra-alta, vendendo a US $ 65.000 na década de 1980. Ele consistia de 76 tweeters EMIT, 24 drivers midrange EMIM e doze woofers de polipropileno de 12 polegadas em quatro torres. A série de Referência e, posteriormente, a da Kappa foram descontinuadas quando Nudell vendeu a Infinity para a Harman Kardon.
Nudell deixou a Genesis Technologies, uma empresa de alto-falantes de alto nível, fundada em Seattle em 1991. O sistema original da Genesis, o 1.2, foi vendido por US $ 235.000 e é basicamente um sistema Infinity IRS atualizado. 
Desde a saída de Nudell, os designs de alto-falantes da Infinity adotaram uma abordagem mais voltada para o mercado de massa. A eficiente série SM (Studio Monitor) incorporou um tweeter polycell e midrange / woofers impregnados com grafite. Embora não sejam tão elaborados ou sofisticados como os esforços anteriores do Infinity, eles preencheram um nicho de consumo popular.